# Драмкри
Драмкри (англ. Drumcree; ирл. Druim Criadh) — деревня в Ирландии, находится в графстве Уэстмит (провинция Ленстер).
Население — 326 человек (по переписи 2006 года). При этом, население пригородов (environs) — 355 человек.